# Градска библиотека Владислав Петковић Дис
Градска библиотека Владислав Петковић Дис у Чачку је матична библиотека за све библиотеке на подручју Моравичког округа. Библиотека је најстарија установа културе у Чачку и прво чачанско Читалиште под именом „Дружство Читанија Србско-Славенскиј Новина у Чачку” основано је почетком јануара 1848. године; данашња библиотека и њених 27 радника настављају традиције које су учени грађани Чачка установили још пре 160 година.
Градска библиотека „Владислав Петковић Дис” налази се у Синђелићевој улици бр. 24.  Књижни фонд броји око 150.000 публикација, у оквиру кога се налазе стручне књиге, белетристика, старе и ретке књиге, три вредна завичајна легата, часописи објављени и штампани у Чачку до 1941. године, као и значајна колекција ситног библиотечког материјала (разгледнице, фотографије, плакати итд). Библиотека у Чачку један је од највећих издавача међу јавним библиотекама Србије, са досадашњим корпусом од преко 150 издања.
Од 1964. године Библиотека је организатор Дисовог пролећа, које спада међу најтрајније и најпознатије културне манифестације и представља својеврсни културни бренд Чачка. У оквиру сваког Дисовог пролећа додељује се и Дисова награда песнику са српског говорног подручја, за целокупно песничко стваралаштво. Саставни део сваког Дисовог пролећа од 1979. године је и конкурс и награда Млади Дис, која се додељује за најбољу необјављену прву песничку збирку аутора до 31 године старости. Поред традиционалних послова издавања књига, рада на културно-просветној делатности и промовисању културе, Градска библиотека „Владислав Петковић Дис” прати нове трендове у библиотекарству, радећи на унапређењу информационих технологија, развијању сопственог програма дигитализације, дигиталне библиотеке и савремених видова комуникације.
Градска библиотека у Чачку добитник је више признања: Сурепове награде 1981. (најзначајнијег библиотечког признања у Србији), Октобарске награде 1988. (додељује Скупштина општине Чачак), Вукове награде 2002, признања за најбољи библиотечки веб сајт 2006. године, итд.
Директор ове библиотеке био је Љубомир Марковић од 1977. до 1992. године.
Библиотека додељује годишње награде „Исаило А. Петровић” за дизајн и „Даница Марковић” за чачанску књигу.